# Hemerodromia joosti
Hemerodromia joosti är en tvåvingeart som beskrevs av Wagner 1984. Hemerodromia joosti ingår i släktet Hemerodromia och familjen dansflugor.
Artens utbredningsområde är Ungern. Inga underarter finns listade i Catalogue of Life.